# Iglesia evangélica valdense
La Iglesia Evangélica Valdense (Chiesa Evangelica Valdese , CEV) es un denominación protestante italiana, con una presencia en Italia de casi un milenio.
Actualmente la Iglesia Valdense es miembro además de la Federación de Iglesias Evangélicas en Italia, de la Alianza Mundial de Iglesias Reformadas y el Consejo Mundial de Iglesias.

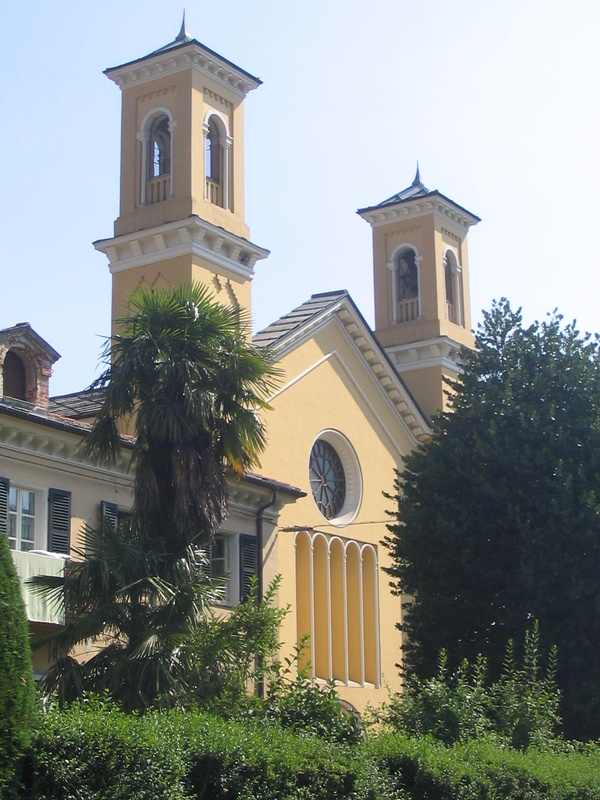
Templo Valdense Torre Pellice (Sede Principal de la CEV)

## Historia
La iglesia tiene sus orígenes en el movimiento pobrista del siglo XII originado por el comerciante laico Pedro Valdo. Siglos más tarde, después de iniciada la Reforma protestante, el movimiento consolidado y afincado en el norte de Italia, se adhirió a la teología calvinista y se constituyó en Sínodo, asamblea máxima que reúne a los fieles y predicadores de la iglesia. De esta forma inició su vida como Iglesia, filial italiana de las Iglesias Reformadas. Es miembro de la Comunión Mundial de Iglesias Reformadas.
Durante siglos, los valdenses fueron sometidos a una severa persecución. Fueron particularmente sangrientas las persecuciones del siglo XVII en los valles valdenses del Piamonte: La Pascua Piamonte de 1655 y las persecuciones de 1686, que dieron como resultado el exilio y posterior retorno. Desde 1848 los valdenses han ganado derechos civiles. A partir de entonces, la Iglesia Valdense creció y se extendió por toda la península italiana.
En 1974-1979 el CEV se unió a la Iglesia Metodista italiana (la cual contaba con 5.000 miembros) para formar la Unión de Iglesias Metodista y Valdense. En 2009 hizo un pacto con las Asambleas de Dios en Italia , que es la iglesia protestante más grande del país de manera individual.
El 31 de diciembre de 2010 contaba con una membresía total de 25.693 personas, las cuales se encuentran en Italia (la mayoría de ellas en los valles valdenses) y en algunas comunidades de lengua italiana en las principales ciudades de Suiza. Asimismo, la Iglesia evangélica valdense del Río de la Plata reúne a las congregaciones en Argentina y Uruguay, que fueron fundadas por los inmigrantes italianos llegados al Cono Sur de América.
Hoy en día los valdenses están presentes sobre todo en Piamonte, donde cuentan con 41 iglesias (de las 120 en Italia), de las cuales 18 se hallan en los llamados Valles valdenses, y tienen su centro en Torre Pellice, en la provincia de Turín. La ciudad de Turín tiene cuatro iglesias valdenses. En Roma existen dos congregaciones ubicadas en la calle histórica más antigua y el 4 de noviembre y la cuadra de Cavour, conectada a la Facultad Valdense de Teología. Cada año, en la última semana de agosto, los miembros de las iglesias locales y pastores se reúnen en Torre Pellice para celebrar el Sínodo Valdense, con reuniones y toma de decisiones en la vida de las iglesias.

## Organización
La máxima autoridad es el Sínodo Valdense; la Asamblea General está formada por 180 miembros que se reúnen todos los años en agosto en Torre Pellice.
El órgano que representa a la Iglesia con el Estado y otras organizaciones ecuménicas es la Tavola Valdense, compuesto por 7 miembros y presidido por un moderador. Los cargos tienen un periodo de 7 años. El moderador hasta el año 2012 fue el pastor Eugene Bernardini, y desde ese año se hizo cargo de la pastoral Bonafede María, la primera mujer en ocupar el cargo.